# Julie Harris (actrice)
Pour les articles homonymes, voir Harris et Julie Harris.
Julie Harris est une actrice américaine, née Julia Ann Harris le 2 décembre 1925 à Grosse Pointe (Michigan) et morte le 24 août 2013 à West Chatham (en) (Massachusetts).

## Biographie

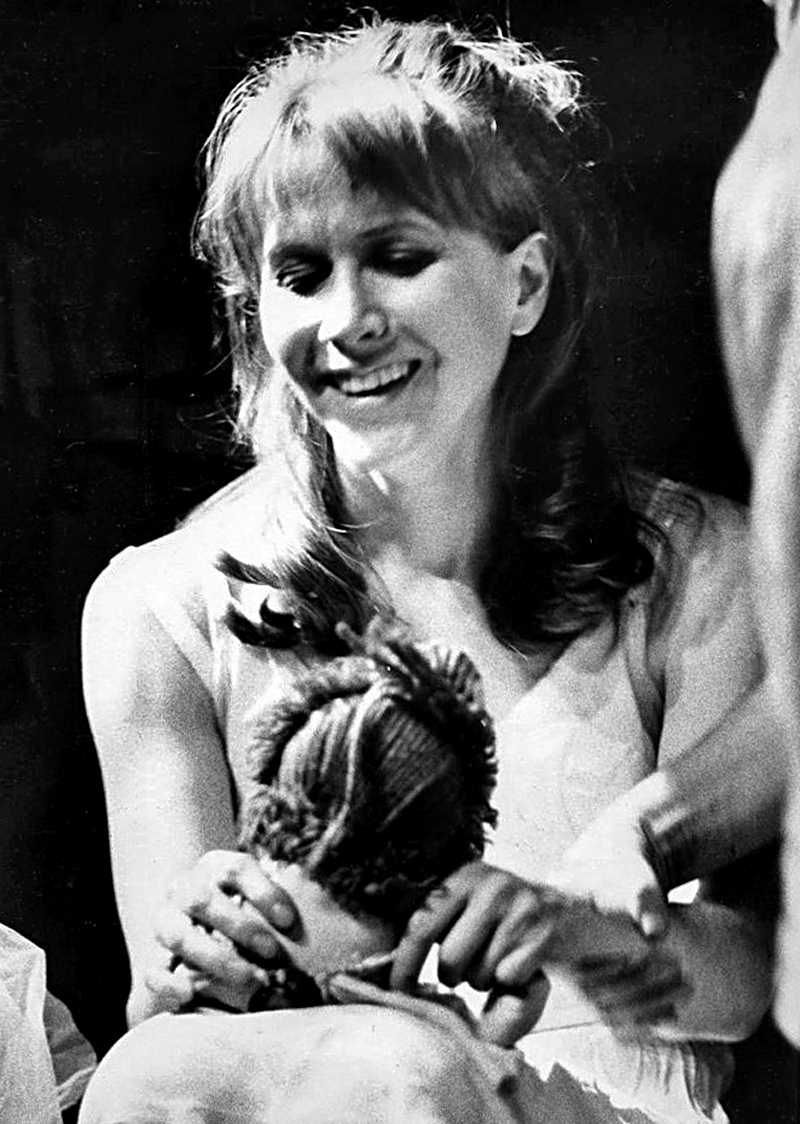
Julie Harris en 1963, sur scène pour Marathon '33.

- Mariée avec Jay Julian en 1946, divorcée en 1954.
- Mariée avec Manning Gurian le 21 octobre 1954, divorcée en 1967.
- Mariée avec Walter Carroll le 26 avril 1977, divorcée en 1982.

## Filmographie

### Au cinéma
- 1952 : The Member of the Wedding, de Fred Zinnemann : Frankie Addams
- 1955 : Une fille comme ça (I Am a Camera) de Henry Cornelius : Sally Bowles
- 1955 : À l'est d'Éden (East of Eden), d'Elia Kazan : Abra
- 1957 : The Truth About Women de Muriel Box : Helen Cooper
- 1958 : Sally's Irish Rogue de George Pollock : Sally Hamil
- 1962 : Requiem pour un champion (Requiem for a Heavyweight), de Ralph Nelson : Grace Miller
- 1963 : La Maison du diable (The Haunting), de Robert Wise : Eleanor 'Nell' Lance
- 1964 : Hamlet, de Bruce Minnix et Joseph Papp : Ophelie
- 1966 : Détective privé (Harper), de Jack Smight : Betty Fraley
- 1966 : Big Boy (You're a Big Boy Now), de Francis Ford Coppola : Miss Nora Thing
- 1967 : Reflets dans un œil d'or (Reflections in a Golden Eye), de John Huston : Alison Langdon
- 1968 : Le crime, c'est notre business (The Split), de Gordon Flemyng : Gladys
- 1970 : The People Next Door de David Greene : Gerrie Mason
- 1975 : The Hiding Place de James F. Collier : Betsie ten Boom
- 1976 : Le Voyage des damnés (Voyage of the Damned), de Stuart Rosenberg : Alice Fienchild
- 1979 : La Cloche de détresse (The Bell Jar) de Larry Peerce : Mme Greenwood
- 1983 : Brontë de Delbert Mann : Charlotte Brontë
- 1985 : Mort sur le grill (Crimewave), de Sam Raimi
- 1986 : Nutcracker: The Motion Picture : Voix de Clara, la narratrice
- 1988 : Gorilles dans la brume (Gorillas in the Mist: The Story of Dian Fossey), de Michael Apted : Roz Carr
- 1992 : Fais comme chez toi ! (House Sitter), de Frank Oz : Edna Davis
- 1993 : La Part des ténèbres (The Dark Half), de George A. Romero : Reggie Delesseps
- 1996 : État de force de Bruno Barreto : mère de Joseph
- 1997 : Ruth Orkin: Frames of Life : narratrice
- 1997 : Bad Manners de Jonathan Kaufer : Professeur Harper
- 1998 : Passage pour le paradis (Passaggio per il paradiso) d'Antonio Baiocco (it) : Martha McGraw
- 1999 : Une amie pour la vie (The First of May) de Paul Sirmons : Carlotta
- 2006 : The Way Back Home de Reza Badiyi : Jo McMillen

### À la télévision
- 2005 : Knots Landing Reunion: Together Again (Émission consacrée à la série Côte Ouest)

#### Séries télévisées
- 1948-1949 : Actor's Studio
- 1951 : Starlight Theatre (Saison 2, épisode 14)
- 1951 : Goodyear Television Playhouse (en) (Saison 1, épisode 1)
- 1953 : Goodyear Television Playhouse (en) (Saison 3, épisode 1)
- 1955 : The United States Steel Hour (en) : Shevawn (Saison 3, épisode 6)
- 1957-1967 : Hallmark Hall of Fame
- 1960 : Sunday Showcase : Francesca (Saison 1, épisode 25)
- 1960 : The DuPont Show of the Month : Mattie Silver (Saison 3, épisode 6)
- 1961 : Play of the Week (Saison 2, épisode 19)
- 1961 : The DuPont Show of the Month : Julia (Saison 4, épisode 7)
- 1964 : Haute Tension (Kraft Suspense Theatre) : Lucy Bram (Saison 1, épisode 27)
- 1965 : Rawhide : Emma Teall (Saison 7, épisode 27)
- 1965 : Laredo : Annamay (Saison 1, épisode 4)
- 1966 : The Bell Telephone Hour : hôtesse
- 1966 : Bob Hope Presents the Chrysler Theatre : Isobel Cain / Vicky Cain (Saison 4, épisode 1)
- 1967-1968 : Tarzan : Charity Jones
- 1968 : Journey to the Unknown : Leona Gillings (épisode The Indian Spirit Guide)
- 1968 : Commando Garrison (Garrison's Gorillas) : Thérèse (Saison 1, épisode 18)
- 1968 : Sauve qui peut (Run for Your Life) : Lucrece Lawrence (Saison 3, épisode 18)
- 1968 : Daniel Boone : Faith (Saison 4, épisode 26)
- 1968 : Bonanza : Sarah Carter (Saison 9, épisode 26)
- 1968 : La Grande Vallée (The Big Valley) : Jennie Hall (Saison 4, épisode 10)
- 1969 : Journey to the Unknown : Leona Gillings (Saison 1, épisode 11)
- 1969 : Les Règles du jeu (The Name of the Game) : Verna Ward (Saison 1, épisode 22)
- 1970 : Les Règles du jeu (The Name of the Game) : Ruth « Doc » Harmon (Saison 3, épisode 1)
- 1971 : Le Virginien (The Virginian) : Jenny (Saison 9, épisode 23)
- 1973 : Thicker Than Water (en) : Nellie Paine
- 1973 : The Evil Touch : Jenny (Saison 1, épisode 8)
- 1973 : Hawkins : Janet Hubbard (Saison 1, épisode 3)
- 1973 : Médecins d'aujourd'hui (Medical Center) : Helen (Saison 5, épisode 1)
- 1973 : Columbo : Quand le vin est tiré (Any Old Port in a Storm) (série) : Karen Fielding
- 1975 : The Family Holvak : Elizabeth Holvak
- 1979 : Vegas : Julie (Saison 1, épisode 14)
- 1979 : Backstairs at the White House : Helen 'Nellie' Taft
- 1979 : Bizarre, bizarre (Tales of the Unexpected) : Mrs. Bixby (Saison 1, épisode 2)
- 1979 : Bizarre, bizarre (Tales of the Unexpected) : Mrs. Foster (Saison 1, épisode 9)
- 1980-1987 : Côte Ouest : Lilimae Clements
- 1986 : Sacrée Famille (Family Ties) : Margaret Hollings (Saison 5, épisode 3)
- 1994 : Scarlett : Eleanor Butler
- 1998 : Au-delà du réel (The Outer Limits) : Hera (Saison 4, épisode 17)

## Distinctions

### Récompenses
- 1959 : Emmy Award pour le meilleur single pour une actrice avec Bridgid Mary dans Hallmark Hall of Fame
- 1962 : Emmy Award pour le meilleur single pour une actrice dans Victoria Regina
- 2000 : Emmy Award pour la meilleure performance de voix-off dans Not for Ourselves Alone: The Story of Elizabeth Cady Stanton & Susan B. Anthony pour la voix de Susan B. Anthony

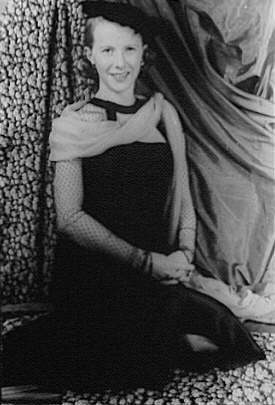
Julie Harris à 26 ans, par Carl Van Vechten, mai 1952

### Nominations
- 1953 : Oscar de la meilleure actrice dans The Member of the Wedding
- 1956 : BAFTA Film Award de la meilleure actrice dans Une fille comme ça (I Am a Camera)[2]
- 1994 : Saturn Award de la meilleure actrice dans un second rôle dans La Part des ténèbres
- Huit nominations aux Emmy Awards entre 1956 et 1998.